# Варлаам (Палицын)
Варлаа́м (в миру Василий Иванов Палицын; 2-я пол. XVI века) — русский летописец, келарь Чудова монастыря. Дядя (?) Авраамия Палицына.

## Биография
Сведения о жизни Варлаама (Палицына) предельно скудны. Известно лишь, что он происходил из старинного служилого дворянского рода Палицыных, жил во второй половине XVI века, в миру носил имя Василия и приходился родным братом Ивану Ивановичу Ушатому-Палицыну (предполагаемому отцу Авраамия Палицына). Кроме того, Варлаам был келарем Чудова монастыря и оставил после себя три сочинения: «Осада Киева татарами», «О трёх князьях», «Синопсис русской истории с 859 до 1562 год, с приложением договоров X века» (или «Краткую российскую летопись»). Последнее из названных произведений отождествлялось митрополитом Евгением с Архангелогородской летописью, однако эта точка зрения не нашла поддержки у современных исследователей, которые установили, что Архангелогородская летопись возникла не во второй половине, а в начале XVI века. Известно, что с произведениями Варлаама Палицына был знаком историк и теолог Игнатий Кульчинский, пользовавшийся ими при создании книги «Идеал русской церкви» («Specimen Ecclesiae Ruthenicae», 1734).